# Трапезица (крепость)
Трапезица — средневековая крепость в городе Велико-Тырново, в Болгарии.

## История
Первые укрепления на холмах Трапезица построили римляне в четвертом веке. В VII веке она была разрушена славянами. По мнению некоторых историков, первый дворец Асени был построен на холме. На холме жил пан, боляри, клерикалы. Из холма там было построено 18 церквей.
Трапезица - вторая крепость внутреннего города Средневековый Тырновград (Велико-Тырново). Он расположен на правом берегу реки Янтра, к северо-западу от Царевца. Это естественная крепость, окруженная тремя реками. Когда-то на крутых скалах поднимались высокие стены с зубцами и башнями. По склонам холма спускались две поперечные крепостные стены - одна в восточной части, возле церкви «Св. Димитар ", а другой - на западном склоне, перед нынешним железнодорожным мостом. Крепость имела четыре входа. Главный вход Трапезицы был на южной стороне и связывался с Царевцом по мосту через реку Янтру мимо церкви «Сорока Великомучеников ". К этому входу вела каменная дорога, прорезанная в скале и достигающая южных ворот.
Раскопки в 1884 и 1900 годах открыли основы 17 церквей. Незначительные фрагменты, сохранившиеся на стенах, показывают, что они были богато украшены фресками и разноцветными мозаиками, а их полы были покрыты красивой керамической плиткой. Найденные материалы не были опубликованы и, следовательно, остались неизвестны науке и истории города. Но сохранившиеся об этих раскопках записи показывают, что тогда были найдены «старые кресты, ожерелья, монеты, кольца, серьги, сосуды и другие артефакты, которые, кажется, с древних болгарских времен ». Церкви Трапезицы были богато украшены разнообразными архитектурными формами: пилястрами, нишами, слепыми арками, красочными тарелками и красочными глиняными круглыми или четырехугольными блюдами.
Самой крупной считается церковь номер 8, известная под именем «Ивана Рильского». Прямо рядом с ней сохранились следы прочих древних строений. Предполагается, что монастырских. На стенах церкви сохранились остатки фресок. Известно, что царь Иван Асен I в 1195 г. перенес из города Средец (София) в Велико-Тырново мощи святого Ивана Рильского, которые были помещены в специально отстроенной для них церкви на горе Трапезице. Считается, что помещение в южной части церкви №8 как раз предназначалось для хранения этих мощей. Мощи хранились в Велико-Тырново до 1469г., когда они были перенесены в Рильский монастырь. Многочисленные и богато украшенные небольшие церкви на Трапезице свидетельствуют о том, что здесь также располагались и дома бояр и высшего духовенства.
В период с 2008 по 2015 гг. на Трапезице проводились новые раскопки. В тот же период была восстановлена южная башня и реконструированы некоторые из церквей.

## Галерея

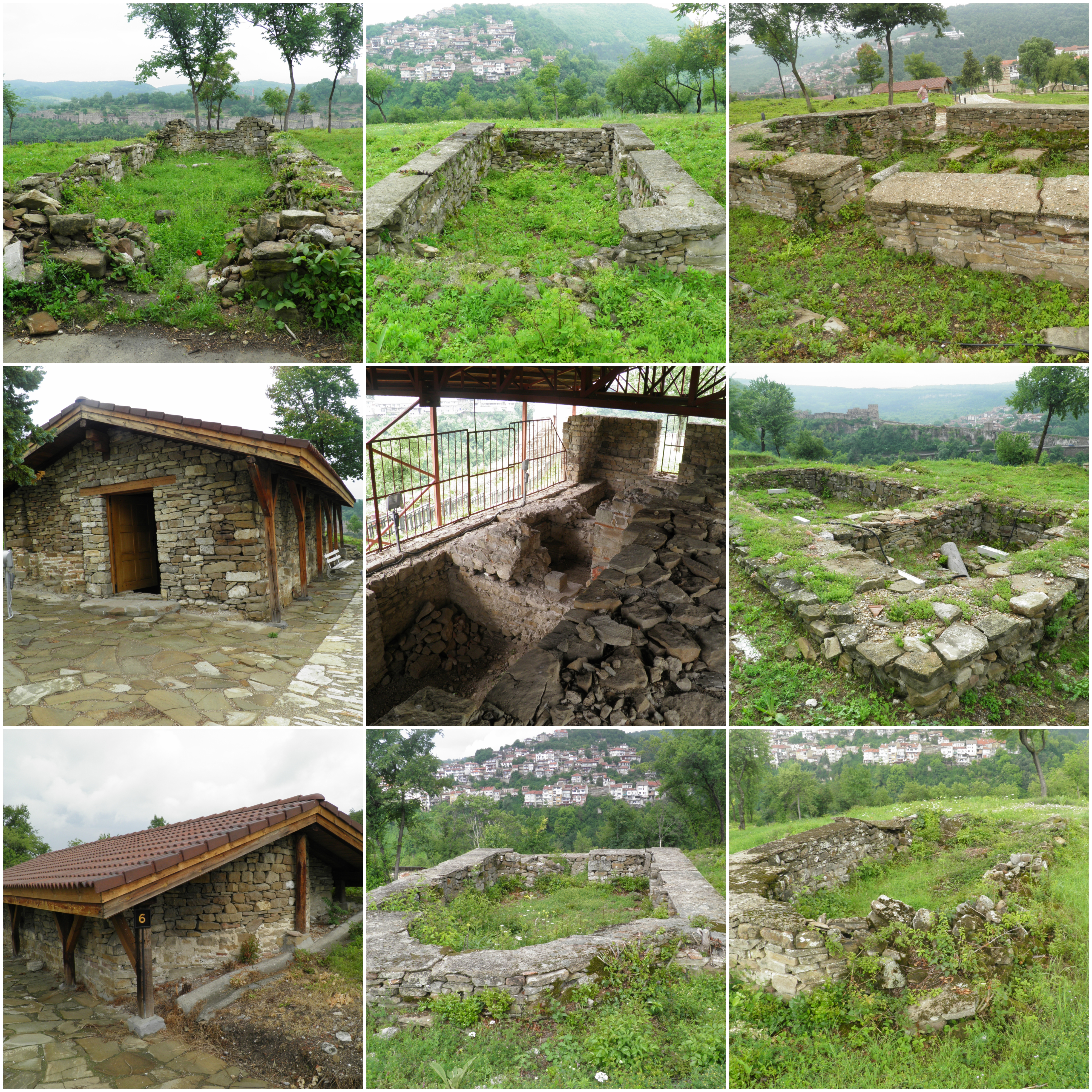
Остатки церквей
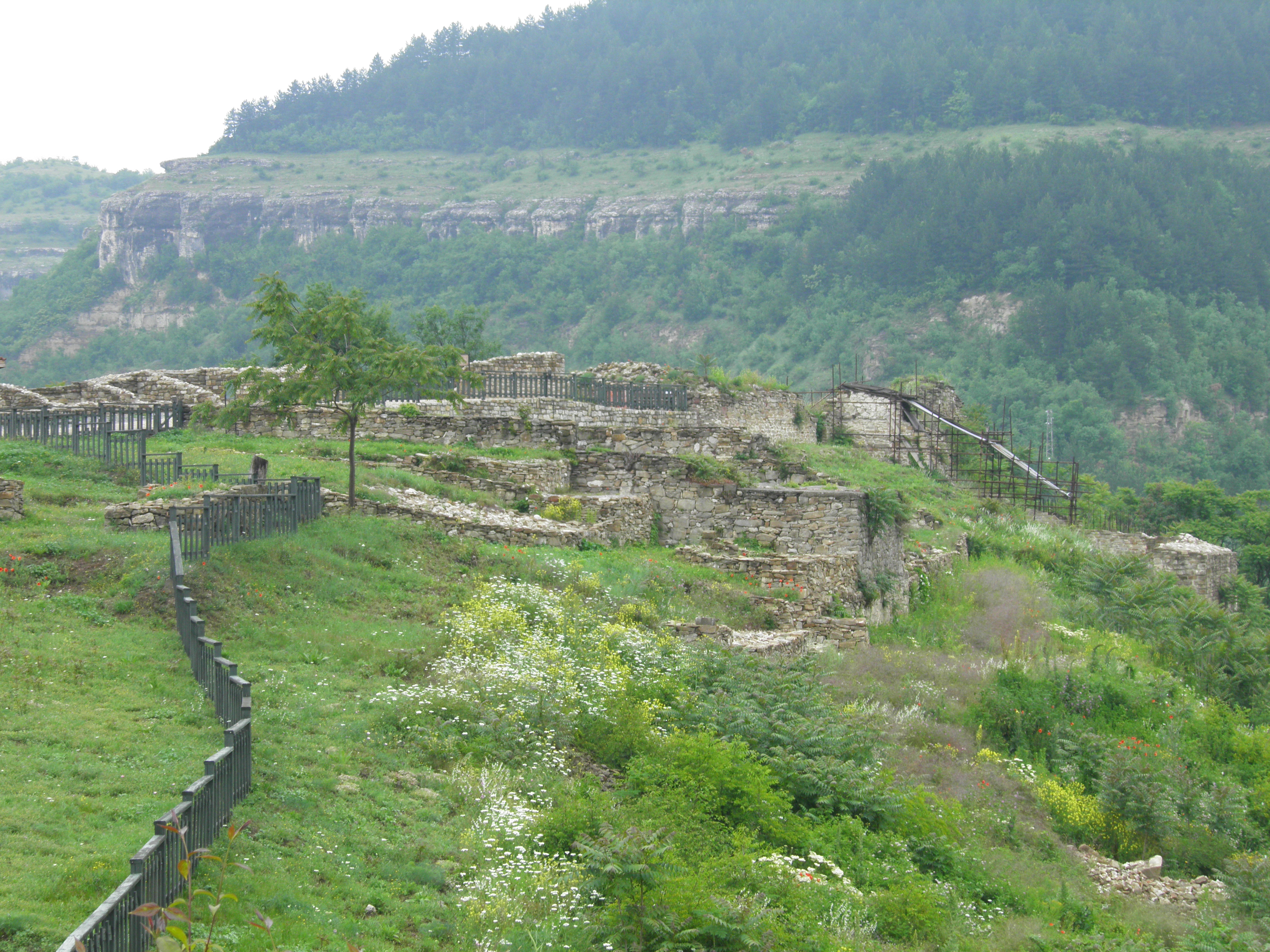
Руины Трапезицы
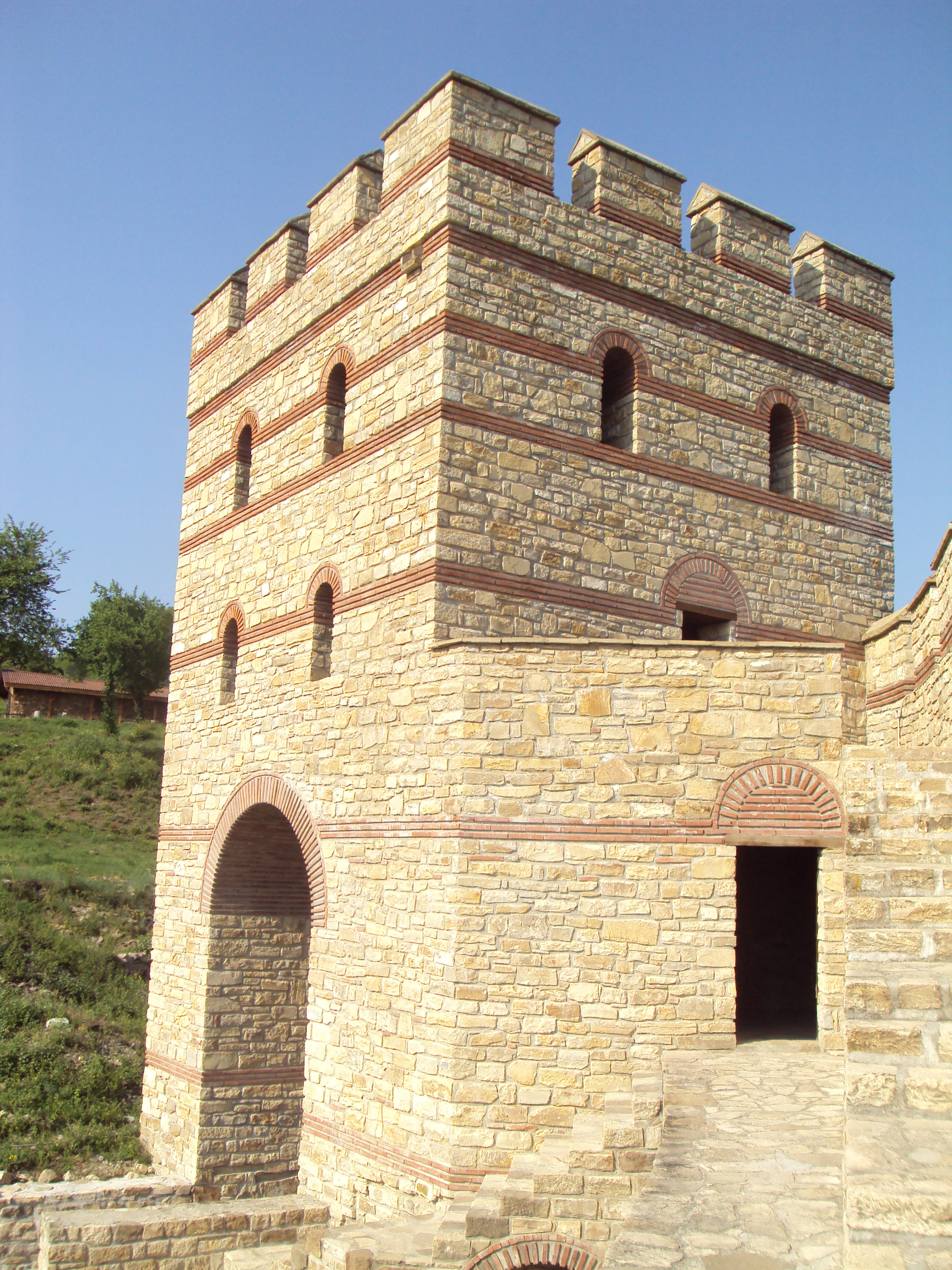
Входная башня - реконструкция
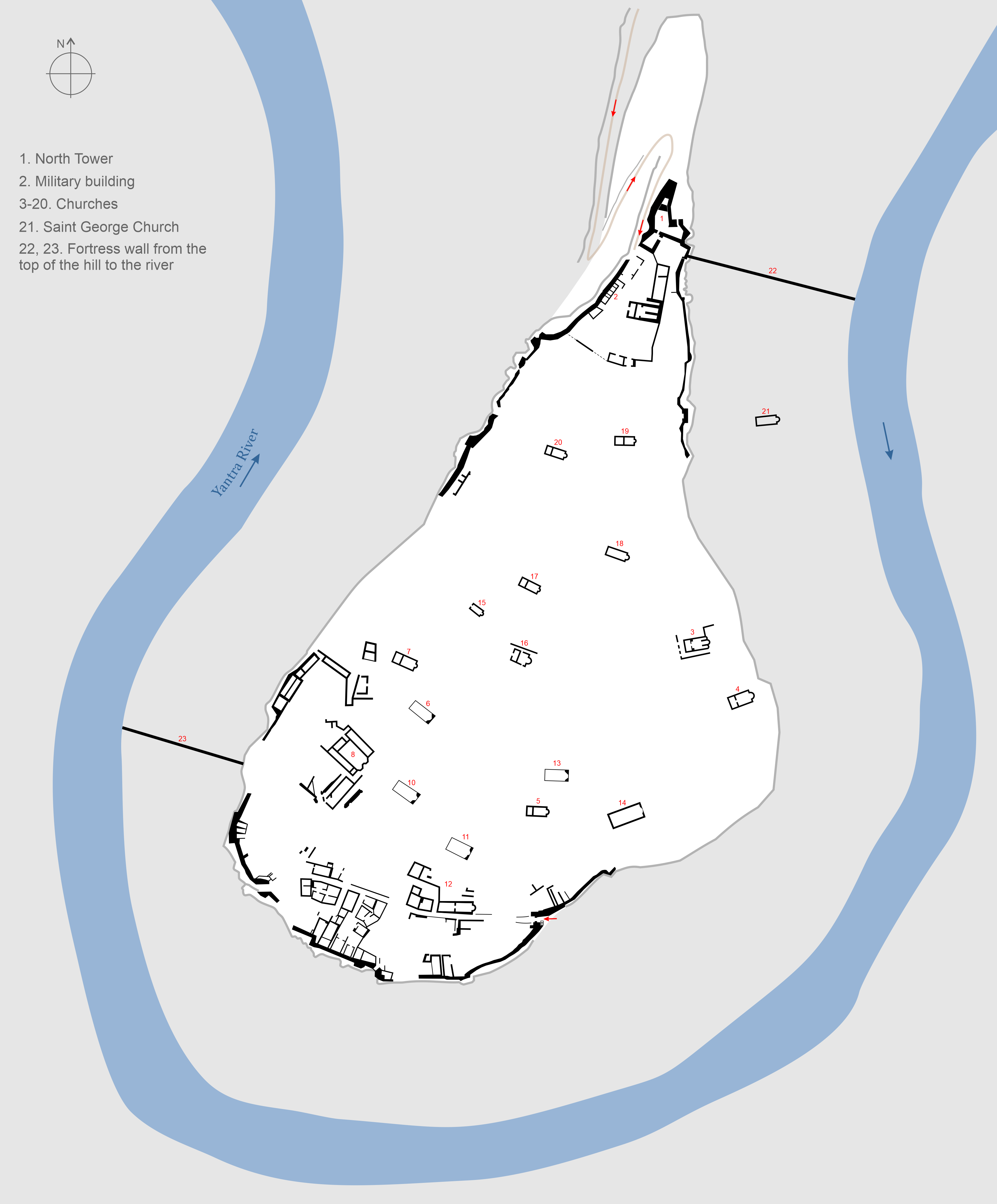
План крепости